# RDH16
RDH16 (англ. Retinol dehydrogenase 16 (all-trans)) – білок, який кодується однойменним геном, розташованим у людей на короткому плечі 12-ї хромосоми. Довжина поліпептидного ланцюга білка становить 317 амінокислот, а молекулярна маса — 35 673.
| 10         |  | 20         |  | 30         |  | 40         |  | 50         |
| ---------- |  | ---------- |  | ---------- |  | ---------- |  | ---------- |
| MWLYLAVFVG |  | LYYLLHWYRE |  | RQVLSHLRDK |  | YVFITGCDSG |  | FGKLLARQLD |
| ARGLRVLAAC |  | LTEKGAEQLR |  | GQTSDRLETV |  | TLDVTKTESV |  | AAAAQWVKEC |
| VRDKGLWGLV |  | NNAGISLPTA |  | PNELLTKQDF |  | VTILDVNLLG |  | VIDVTLSLLP |
| LVRRARGRVV |  | NVSSVMGRVS |  | LFGGGYCISK |  | YGVEAFSDSL |  | RRELSYFGVK |
| VAMIEPGYFK |  | TAVTSKERFL |  | KSFLEIWDRS |  | SPEVKEAYGE |  | KFVADYKKSA |
| EQMEQKCTQD |  | LSLVTNCMEH |  | ALIACHPRTR |  | YSAGWDAKLL |  | YLPMSYMPTF |
| LVDAIMYWVS |  | PSPAKAL    |  |            |  |            |  |            |

A: Аланін

C: Цистеїн

D: Аспарагінова кислота

E: Глутамінова кислота

F: Фенілаланін

G: Гліцин

H: Гістидин

I: Ізолейцин

K: Лізин

L: Лейцин

M: Метіонін

N: Аспарагін

P: Пролін

Q: Глутамін

R: Аргінін

S: Серин

T: Треонін

V: Валін

W: Триптофан

Кодований геном білок за функцією належить до оксидоредуктаз. 
Білок має сайт для зв'язування з НАД. 
Локалізований у мембрані, ендоплазматичному ретикулумі, мікросомах.